# بخش سنت لوئیس
بخش سنت لوئیس (به لاتین: Saint-Louis Department) یک منطقهٔ مسکونی در سنگال است که در ناحیه سن لوئیس واقع شده‌است. بخش سنت لوئیس ۸۷۹ کیلومتر مربع مساحت و ۲۹۶٬۴۹۶ نفر جمعیت دارد.